# 326
| 326                |
| ------------------ |
| Dødsfald - Fødsler |
|                    |

| Gregoriansk kalender | 326 CCCXXVI             |
| Ab urbe condita      | 1079                    |
| Armensk kalender     | I/T                     |
| Kinesiske kalender   | 3022 – 3023 乙酉 – 丙戌 |
| Etiopisk kalender    | 318 – 319               |
| Jødisk kalender      | 4086 – 4087             |
| Hindukalendere       |                         |
| - Vikram Samvat      | 381 – 382               |
| - Shaka Samvat       | 248 – 249               |
| - Kali Yuga          | 3427 – 3428             |
| Iransk kalender      | 296 BP – 295 BP         |
| Islamisk kalender    | 305 BH – 304 BH         |

Se også 326 (tal)

## Begivenheder
- 14. september – Konstantin den Stores mor, Helena, finder Kristi kors (traditionel dato).
- Første kirke bygget på det sted i Vatikanet hvor sankt Peters grav eftersigende skulle være.

## Dødsfald
- Crispus – søn af Konstantin den Store (henrettet)
- Fausta – anden kone til Konstantin den Store (henrettet)
- Patriark Alexander af Alexandria